# Ruth Halbsguth
Ruth Halbsguth (Alemania, 9 de diciembre de 1916-7 de octubre de 2003) fue una nadadora alemana especializada en pruebas de estilo libre, donde consiguió ser subcampeona olímpica en 1936 en los 4 x 100 metros.

## Carrera deportiva
En los Juegos Olímpicos de Berlín 1936 ganó la medalla de plata en los relevos de 4 x 100 metros estilo libre, con un tiempo 4:36.8 segundos, tras Países Bajos (oro) y por delante de Estados Unidos (bronce); sus compañeras de equipo fueron las nadadoras: Gisela Arendt, Leni Lohmar y Ingeborg Schmitz.